# Île Henriette

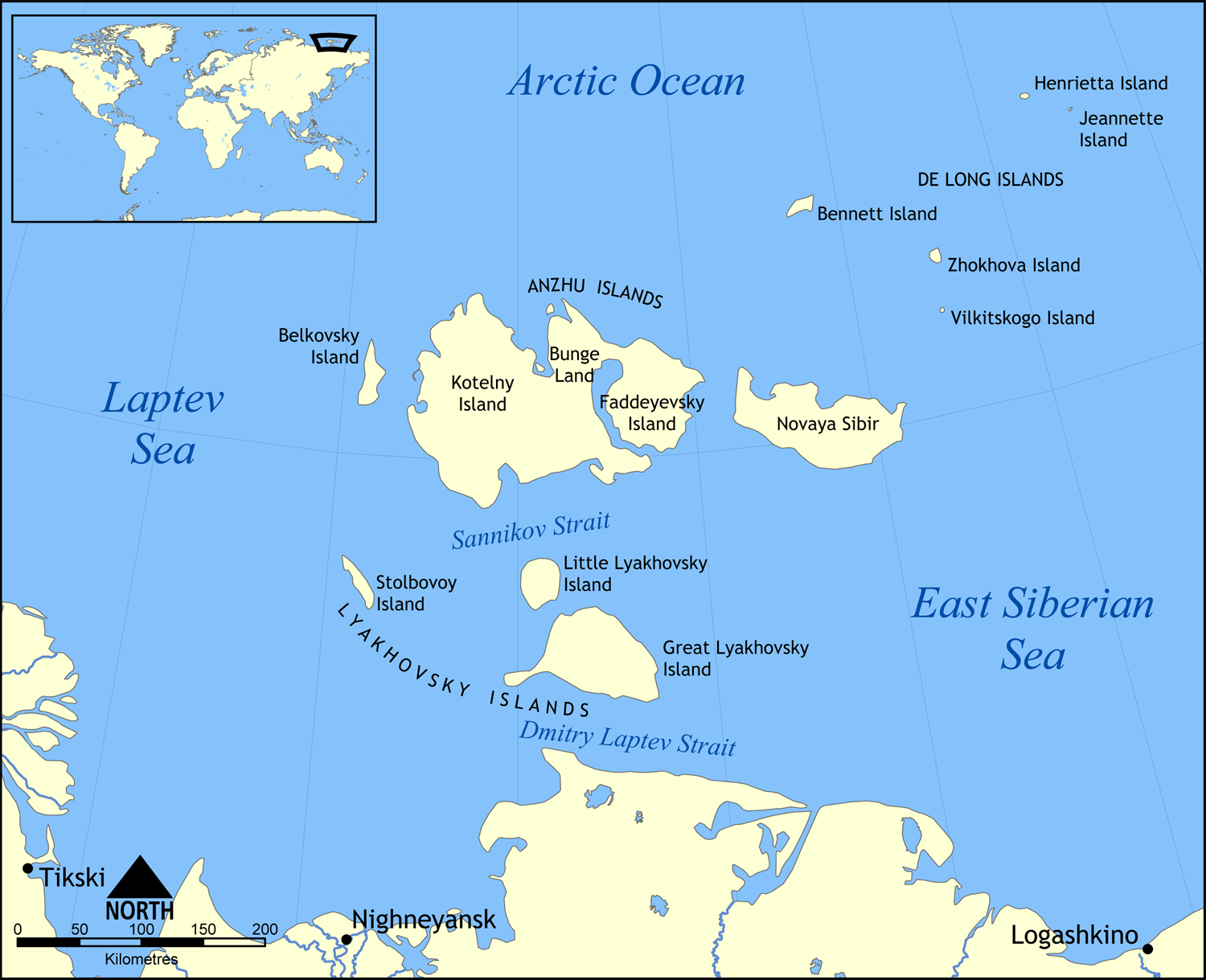

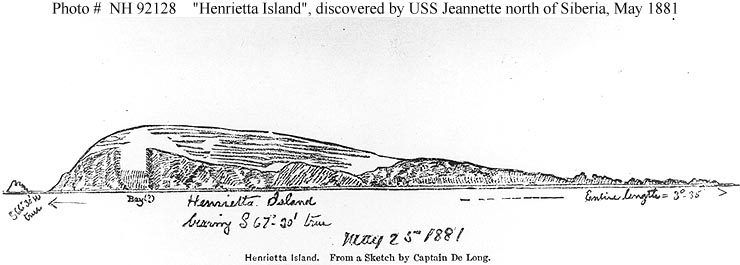
Esquisse par le capitaine De Long (mai 1881)

L'Île Henriette (en russe : Генрие́тты) se situe en mer de Sibérie orientale et fait partie des îles De Long, elles-mêmes incluses dans l'archipel de Nouvelle-Sibérie, au nord de la Russie de l'Est. L'île se trouve à 46 kilomètres au nord-ouest de l'île Jeannette et 264 kilomètres au nord-nord-est de l'île Novaya Sibir. Sur le plan administratif elle est rattachée à la République de Sakha (Yakoutie) en Russie.
L'île est une composante du groupe inhabité des Îles De Long et est la plus nordique des îles de Nouvelle-Sibérie. Elle culmine à 315 mètres et sa superficie est de 12 km2.
L'île Henriette fut découverte et baptisée en 1881 par le l'officier de marine et explorateur américain George Washington De Long en l'honneur de la mère du sponsor de l'expédition, James Gordon Bennett junior, un éditeur de presse américain. Cette expédition se termina tragiquement après que le navire de De Long, la Jeannette, ait été écrasé par les glaces.
L'explorateur a fait dans son journal une description de sa découverte : "L'île est un rocher désolé, surmonté d'une couverture de neige qui alimente plusieurs glaciers de décharge sur la côte est. Les nids de mergule nain sont les seuls signes de vie. Un peu de mousse, de l'herbe et une poignée de rochers ont été ramenés à bord comme des trophées. Les falaises sont inaccessibles à cause de leur pente".
Le basalte et la diorite dont est composée l'île remontent au cycle calédonien. On trouve également des roches dont l'origine est plus ancienne.